# Chiesa dei Santi Filippo e Giacomo al vico dei Parrettari
La chiesa dei Santi Filippo e Giacomo al vico dei Parrettari è una chiesa sconsacrata di Napoli, ubicata nell'omonima via a breve distanza dalla chiesa di Santa Maria delle Mosche.

## Storia
La chiesa fu fondata dall'arte della Seta, nel periodo rinascimentale. Il luogo di culto, da quanto raccontato dalle fonti storiche, cadde in un relativo declino non appena fu fondata, sempre dalla medesima Arte, un'altra chiesa, ossia quella dei Santi Filippo e Giacomo in via San Biagio dei Librai.
La chiesa del vico dei Parrettari fu gestita da una congrega dedicata a santa Maria degli Angeli che abbellirono e rimaneggiarono l'edificio.
Dopo uno stato di abbandono e degrado per più di 30 anni è stata ceduta in affitto e ristrutturata ed attualmente risulta ospitare la sede regionale del sindacato Uci (Unione Coltivatori Italiani). La chiesa, al suo interno, custodiva fino ad inizio 900 opere pittoriche che spaziavano dal XVI al XVIII secolo.